# Louis Dominique Bourguignon
Louis Dominique Bourguignon (París, 1693 - París, 28 de novembre de 1721), també conegut pel nom de Cartouche, va ser un bandit francés que es dedicà a robar a rics per a donar als pobres. Va actuar per la periferia de París durant la Regència (1715-1723). Va ser executat a la roda.